# Isabelle Bruneau
Isabelle Bruneau est une femme politique française, née le 26 mars 1966 à Châteauroux.
Elle est députée de l'Indre de 2012 à 2017.

## Biographie
Adjointe au maire d'Issoudun depuis 2008 chargée des associations culturelles et du tourisme, elle est élue aux législatives pour le Parti Socialiste sur la deuxième circonscription de l'Indre le 17 juin 2012 avec 55,20 % des bulletins exprimés. Elle devient ainsi la 1re femme députée dans ce département. Elle est membre de la commission de la défense et des forces armées ainsi que de la commission des affaires européennes à l'Assemblée Nationale.
En mai 2016, elle se range parmi les députés frondeurs, signataires de la motion de censure "de gauche" contre la loi Travail. Le 6 juillet 2016, à l'occasion du deuxième passage de la Loi Travail devant l'assemblée nationale, elle ne signe pourtant pas la motion de censure des députés frondeurs, des écologistes et des communistes. Cette motion de censure a échoué à deux voix près.   
Elle perd son siège de députée lors du scrutin de 2017.  
Fille et petite-fille d'instituteurs, elle enseignait les sciences économiques au lycée Balzac d'Issoudun. Elle est mère de deux filles. Elle enseigne maintenant les sciences économiques et sociales au lycée Jacques Cœur de Bourges.  